# Ектов Олександр Юрійович
Олександр Юрійович Ектов (рос. Алекса́ндр Ю́рьевич Э́ктов, нар. 30 січня 1996, Волоколамськ, Росія) — російський футболіст, півзахисник клубу «Краснодар».
На правах оренди грає в клубі «Нижній Новгород».

## Ігрова кар'єра
Олександр ектов починав займатися футболом у СДЮШОР міста Волоколамська. У серпні 2015 року він перейшов до академії столичного ЦСКА. У складі молодіжної команди ЦСКА ставав призером молодіжної першості країни.
З літа 2016 року Ектов став гравцем підмосковного клубу «Долгопрудний», ле провів три сезони. Влітку 2019 року футболіст як вільний агент перейшов до клубу Першої ліги «Шинник». Влітку 2020 року Ектов приєднався до клубу Першої ліги «Оренбург». З яким став призером першості і кваліфікувався до РПЛ. У липні 2022 року футболіст зіграв першу гру у вищому дивізіоні.
Влітку 2023 року Ектов перейшов до клубу «Краснодар».
Влітку 2024 року Ектов був відданий до кінця сезону в оренду в клуб «Нижній Новгород».

## Досягнення
Оренбург
- Срібний призер ФНЛ: 2020/21
- Бронзовий призер ФНЛ: 2021/22

Краснодар
 Віце-чемпіон Росії: 2023/24